# 露絲·威爾遜
露絲·威爾遜（英語：Ruth Wilson，1982年1月13日—）是英國女演員，其最著名的演出是2006年《简·爱》，以及2010年英國廣播公司電視的一部心理犯罪片《路德》飾演的Alice Morgan。她還演出，2012年《安娜·卡列尼娜》、2013年《獨行俠》、《大夢想家》，2014年即將演出《行過死蔭之地》和《路德》。
威爾遜是勞倫斯·奧利弗獎兩年的獲獎者， 以及於《简·爱》飾演角色，被提名為英國電影和電視藝術學院和金球獎的最佳女演員。

## 早期的生活和教育
威爾遜出生於薩里阿什福德，母親是一名假釋官，父親是一名投資銀行家。  她有三個哥哥，而且是小說家及英國秘密情報局人員亞歷山大·威爾遜和他的第三任妻子Alison McKelvie的孫女。 威爾遜從小於薩里謝珀頓生長，並受到天主教的影響。 威爾遜就讀巴黎聖母院學校和伊舍學院。2003年，作為一個青少年，威爾遜曾做過模特，並於諾汀罕大學攻讀歷史畢業。同時在諾丁漢大學的新劇院，她亦從事戲劇學生。2005年7月，她畢業於倫敦音樂與戲劇藝術學院。之後，她成立Hush Productions，為創始人之一。

## 事業
早前，她於《简·爱》飾演角色，威爾遜有一個專業的屏幕信用，《郊外槍戰》，一部情景喜劇，她與湯姆·希德勒斯頓共同演出。
2006-07年，演出第二季的《郊外槍戰》，獨立電視台的《瑪波小姐探案》，以及英國廣播公司斯蒂芬・波利亞科夫導演的電視劇《記錄瑪麗》，於劇中飾演年輕時期的Mary。
2007年5-8月，於皇家國際戲院演出Gorky的作品《Philistines》，在劇中飾演Tanya。她還參予了勞倫·聖約翰的小說《白長頸鹿》有聲書的旁白。2007年6月，威爾遜出席2007年莉蓮·貝利斯獎（Lilian Baylis Awards）。
其他項目包括，2007年，勞倫·聖約翰的兒童小說《海豚之音》有聲書的旁白；客串情景喜劇《凍結》，飾演Alison Fennel（BBC2於2008年2月21日播出）；《波蘭救護車謀殺案》紀錄片的旁白（BBC4於2008年2月5日播出），以及《The Doctor Who Hears Voices》戲劇性紀錄片，飾演一名患有精神病的醫生（UK Channel 4於2008年4月21日播出）。
2009年7月23日-10月3日，演出《欲望號街車》，飾演Stella Kowalski，於當瑪倉庫劇院演出。 11月15日，AMC和獨立電視台首播的短劇《囚徒》，其中威爾遜飾演鄉村醫生Sara，囚犯編號為313。Andrea Levy的作品《小島》於劇中飾演Queenie，BBC1於2009年12月播出，而2010年也在美國的公共電視網播出。
2010年，英國警察心理劇《路德》飾演Alice Morgan，與伊德瑞斯·艾爾巴共同演出。
2011年8月4日-10月8日，於當瑪倉庫劇院威爾遜與裘德·洛共同主演， 尤金·奧尼爾的作品《安娜克莉絲蒂》。她的表現，被衛報媒體譽為「勇敢、前衛和令人注目的人才」。

## 相關獲獎
2007年，威爾遜於《简·爱》的表現使其獲得四項最佳女主角獎提名，分別為「Broadcasting Press Guild」、「英國電影和電視藝術學院電視獎」、「衛星獎」，以及「第65屆金球獎」。2006年，她也獲第二次BBC觀眾投票最佳女主角。2010年，威爾遜《欲望號街車》飾演Stella Kowalski獲得了「2010年勞倫斯·奧利弗獎」最佳女配角，於當瑪倉庫劇院獲獎以及2012年，威爾遜《安娜·卡列尼娜》她的表現獲得了「2012年勞倫斯·奧利弗獎」最佳女主角，在一次於當瑪倉庫劇院獲獎。

## 作品

### 影視
| 年份      | 片名                        | 角色            | 備註                                                                  |
| --------- | --------------------------- | --------------- | --------------------------------------------------------------------- |
| 2006      | 简·爱                       | Jane Eyre       | 第4集 提名—英國學院電視獎 提名—金球獎最佳女主角 提名—衛星獎最佳女主角 |
| 2006-2007 | 郊外槍戰                    | Jewel Diamond   | 第10集                                                                |
| 2007      | 瑪波小姐探案                | Georgina Barrow | 電視電影，復仇者                                                      |
| 2007      | 記錄瑪麗                    | Young Mary      | 電視電影                                                              |
| 2007      | 一個真實的夏天              | Mary/Geraldine  | 電視電影                                                              |
| 2008      | The Doctor Who Hears Voices | Ruth            | 電視電影                                                              |
| 2008      | 凍結                        | Alison Fennel   | 插曲：#1.2                                                            |
| 2009      | 小島                        | Queenie         | 電視電影                                                              |
| 2009      | 囚徒                        | 313/Sara        | 第6集                                                                 |
| 2010-2013 | 路德                        | Alice Morgan    | 第9集 提名—衛星獎最佳女主角                                           |
| 2012      | 安娜·卡列尼娜               | Princess Betsy  |                                                                       |
| 2013      | 獨行俠                      | Rebecca Reid    |                                                                       |
| 2013      | 大夢想家                    | Margaret Goff   |                                                                       |
| 2014      | 失控                        | Katrina         |                                                                       |

### 劇場
| 年份 | 劇名               | 角色            | 地點                                  |
| ---- | ------------------ | --------------- | ------------------------------------- |
| 2005 | C.P. Taylor's Good |                 | 聲劇團                                |
| 2007 | Philistines        | Tanya           | 皇家國家劇院                          |
| 2009 | 欲望號街車         | Stella Kowalski | 倫敦當瑪倉庫劇院                      |
| 2010 | 猶在鏡中           | Karin           | 英格瑪·伯格曼的電影，阿爾梅達劇院改編 |
| 2011 | 安娜克莉絲蒂       | Anna Christie   | 倫敦當瑪倉庫劇院                      |

### 電台
| 年份 | 主題        | 角色            | 地點        |
| ---- | ----------- | --------------- | ----------- |
| 2008 | 嘉德橋市長  | Elizabeth-Janes |             |
| 2009 | The Promise |                 | BBC Radio 3 |

2006年，《简·爱》飾演角色，被提名為「英國電影和電視藝術學院」和「金球獎」的最佳女演員。
威爾遜也演出《In The Dark》、《he Rounds》，飾演角色未知。

## 外部連結
- Ruth Wilson在互联网电影资料库（IMDb）上的資料（英文）
- Jane Eyre – Articles & Interviews
- Ruth Wilson interview （页面存档备份，存于） 每日電訊報